# Corício de Gaza
Corício de Gaza (em grego: Χορίκιος; romaniz.: Choríkios; em latim: Choricius) foi um sofista e retórico bizantino do século VI, ativo durante o reinado do imperador Anastácio I Dicoro (r. 491–518). Escreveu uma abundância de obras, sendo elogiado pelo estilo.

## Vida e obras
Corício foi pupilo de Procópio de Gaza, a quem sucedeu na direção da Escola de Gaza. Algumas de suas declamações e tratados descritivos foram preservados. As declamações, que são em muitos casos acompanhadas por comentários explanatórios, principalmente consistem de panegíricos, orações fúnebres e temas centrais das escolas retóricas. Os discursos matrimoniais e desejos de prosperidade à noiva e o noivo, trazem estilo novo. Também foi autor de descrições de obras de artes aos moldes de Filóstrato de Lemnos. As máximas morais, característica constante de seus escritos, foram aproveitadas pelo metropolita de Filadélfia Macano Crisocéfalas (meados do século XIV), em sua Rodônia, volumosa coleção de dizeres éticos. O estilo de Corício é louvado por Fócio como puro e elegante, mas é censurado por falta de naturalidade. Uma característica especial de seu estilo é a evitação persistente do hiato, peculiar naquilo que é chamada Escola de Gaza.